# Gonionotophis poensis
Espèce
Synonymes
- Heterolepis poensis Smith, 1847
- Heterolepis bicarinatus Duméril & Bibron, 1854
- Mehelya poensis (Smith, 1849)

Gonionotophis poensis est une espèce de serpents de la famille des Lamprophiidae. 

## Répartition
Cette espèce se rencontre :
- en Guinée ;
- au Liberia ;
- au Sierra Leone ;
- en Côte d'Ivoire ;
- au Ghana ;
- au Togo ;
- au Nigeria ;
- au Cameroun ;
- au Gabon ;
- en République centrafricaine ;
- en République démocratique du Congo ;
- en République du Congo ;
- en Ouganda ;
- en Angola.

Sa présence est incertaine au Bénin.

## Publication originale
- Smith, 1849 : Illustrations of the zoology of South Africa, consisting chiefly of figures and descriptions of the objects of natural history collected during an expedition into the interior of South Africa, in the years 1834, 1835, and 1836; fitted out by "The Cape of Good Hope Association for Exploring Central Africa" : together with a summary of African zoology, and an inquiry into the geographical ranges of species in that quarter of the globe, vol. 3, Appendix.